# Pentti Haanpää
Pentti Haanpää (1905-1955) est un romancier et nouvelliste finlandais.
Il a écrit près de 350 nouvelles et dix romans.

## Biographie et son œuvre
Pentti Haanpää naît à Pulkkila en 1905. Son père, Mikko Haanpää, et son grand-père, le cultivateur et sénateur Juho Haanpää (fi), étaient des auteurs publiés. 
Tous les deux étaient également socialement et politiquement actifs dans leur région d'origine. 
Sa mère Maria Susanna Keckman est née à Haapavesi dans une famille de fermiers. 
Le rapport de Pentti avec sa mère était très étroit, mais elle a été parfois offensée par son fils parce qu'il n'a pas beaucoup parlé d’elle dans son travail.
À l’école de Leskelä, Haanpää est un bon élève, et le délégué de ses camarades de classe. 
Après l'école, il commence à publier en 1921 des textes dans le magazine Pääskynen, mais est également très actif en sports. 
En 1923 il rejoint l'association littéraire Nuoren Voiman Liitto et a continué d'écrire pour le magazine Nuori Voima.
Les opinions antimilitaristes et marxistes dans les années 1920 et 1930 n’ont pas été bien accueillies par les critiques, principalement de droite.
Le premier livre de Haanpää, Maantietä pitkin, paraît en 1925. Il est bien reçu par les critiques, qui notent particulièrement le style habile et remarquable de Haanpää. Après ce début réussi, Haanpää décide de se consacrer entièrement à l'écriture. Il sert dans l'armée en 1925-26. En 1927 paraît Tuuli käy heidän ylitseen, un recueil de nouvelles. Cette publication est suivie de Kenttä ja kasarmi (1928), qui dépeint l'armée comme un système fermé, fonctionnant selon ses propres règles.
Le livre suscite beaucoup de discussions dans l'atmosphère militariste du moment. Parmi les critiques Olavi Paavolainen, le leader spirituel de la nouvelle génération des auteurs, qui a passé en revue le roman des débuts de Haanpää avec bienveillance, et a particulièrement apprécié son expression franche et assurée. Kasarmi de ja de Kenttä est le premier ouvrage dans lequel Haanpää a recours à sa propre expérience. 
Le temps qu'il a passé dans l'armée lui a été désagréable, et il a estimé avoir gaspillé une année de sa vie dans « la camisole de force d'un soldat. » 
Sa description des méthodes de formation et de la laideur du système totalitaire brutal, en plus des critiques patriotes, firent que pendant les sept années suivantes aucun éditeur ne publia les manuscrits de Haanpää.
Pendant ce silence imposé durant les années 1930, Haanpää écrit deux ouvrages controversés. 
Le Noitaympyrä, orienté vers le socialisme, écrit au début des années 1930, examine le conflit entre un marginal et son environnement qui lui est insupportable. 
À la fin de Pâte Teikka, le protagoniste fait son propre choix et quitte la Finlande pour un futur inconnu - il traverse la frontière et gagne l'Union soviétique. 
Le roman anti-militariste Vääpeli Sadon Tapaus, écrit après Noitaympyrä, traite du sadisme des quartiers maîtres. Les héros principaux sont Simo Kärnä, une recrue promue caporal, et le psychopathe sergent-major Sato, qui incarne le militarisme, et dont le nom se rapporte évidemment au sadisme. 
Après les humiliations, Kärnä emploie son intelligence et manipule l’épouse de Sato pour se venger, puis se rend compte qu'il a employé les mêmes méthodes que Sato. 
Ces livres controversés ne sont pas parus jusqu'en 1956. Haanpää était parmi les auteurs les plus connus du groupe littéraire Kiila (fi), dont les membres ont favorisé le vers libre et sont plus ou moins marxistes, tels Arvo Turtiainen, Katri Vala, Viljo Kajava et Elvi Sinervo.
Pendant la Guerre d'hiver (1939-40) entre la Finlande et l'Union soviétique, Haanpää sert dans l'armée. 
Il est en ligne de front en Laponie, et une fois le contact perdu avec sa compagnie, il erre seul dans la région sauvage, sans notion de temps ni d'espace. 
En 1940 il se marie à Aili Karjalainen qu'il a rencontrée vers la fin des années 1930. 
Haanpää évoquera ses expériences militaires, notamment dans l’histoire Sallimuksen sormi, dans laquelle une compagnie fatiguée, retranchée dans une église, est attaquée par les avions ennemis.
Durant la guerre de continuation (1941-44) Haanpää est au service des troupes dans la région de Kiestinki et d'Untua. 
Il publie deux livres, le roman de guerre Korpisotaa (1940), basé sur ses propres expériences et traduit en français par Aurélien Sauvageot sous le titre « Guerre dans le désert blanc » (Gallimard), et Nykyaikaa (1942), un recueil de nouvelles. 
L'éditeur autrichien  Karl Heinrich Bischoff (de) Verlag prévoyait de traduire cette œuvre ; une nouvelle de Haanpää, « Siipirikko », était déjà apparue dans le magazine allemand Das Reich. Cependant, les éditeurs allemands n'ont pas considéré Korpisotaa assez encourageant.
Après la guerre, Haanpää écrit certains de ses meilleurs ouvrages, parmi eux Yhdeksän miehen saappaat (1945), un roman de guerre, dans lequel la même paire de bottes passe d'un soldat de la cavalerie à l'autre, et Jauhot (1949), basé sur un événement historique, quand les paysans ont saisi un grenier gouvernemental pendant la grande famine de 1866-1868. 
Le voyage de Haanpää en 1953 en Chine a inspiré Kiinalaiset jutut (1954). 
Bien que Haanpää ait condamné plus tôt les restrictions à la liberté de parole dans l'Union soviétique, il garde le silence sur ce sujet dans son livre sur la Chine, admirant l'esprit du changement, qui a saisi le pays. 
Haanpää se noie lors d’une partie de pêche le 30 septembre 1955, deux semaines avant son cinquantième anniversaire. 
Son dernier roman, Puut, l’histoire d'un homme qui s'éloigne du socialisme, est inachevé. Les œuvres complètes de Haanpää paraissent en 1956 (10 volumes), puis en 1976 (8 vols.). Les notes de Haanpää de 1925 à 1939 sont éditées en 1976 sous le titre Muistiinmerkintöjä.
Les nouvelles de Haanpää sont peuplées de personnages inoubliables, son style est plein de nuances et d’observations perspicaces - on dit de Haanpää qu’il emploie plus de vocabulaire que tout autre auteur finlandais. 
La désillusion et le pessimisme dominent la plupart de ses œuvres, mais il a également employé l'humour noir. 
Haanpää s'est concentré sur des personnes simples. 
Son personnage préféré était le bûcheron, dont la vie libre, mais dure, et le contact étroit aux forces de la nature, ont inspiré plusieurs de ses histoires. Bien que l'auteur ait identifié des tendances totalitaires dans le socialisme, il n'a pas changé ses vues même après la guerre de continuation.

### Ouvrages traduits en français
- Guerre dans le désert blanc [« Korpisota »]  (trad. Aurélien Sauvageot), Gallimard, 1942, 208 p. (ISBN 2-07-023085-6)

### Ouvrages en finnois
- Maantietä pitkin, 1925,
- Rikas mies (pièce de théâtre), 1925/1956
- Kolmen Töräpään tarina, 1927
- Tuuli käy heidän ylitseen, kertomuksia, 1927
- Kenttä ja kasarmi: kertomuksia tasavallan armeijasta, 1928
- Hota-Leenan poika, 1929
- Karavaani ja muita juttuja, 1930
- Noitaympyrä, 1931/1956
- Väljän taivaan alla, 1932/1956
- Ilmeitä isänmaan kasvoilla, 1933/1956
- Pojan paluu (pièce de théâtre), 1933/1956
- Vääpeli Sadon tapaus, 1935/1956
- Isännät ja isäntien varjot: romaani talonpojan sortumisesta, 1935
- Syntyykö uusi suku eli Kaaleppi Köyhkänän vanhuus, romaani, 1937
- Lauma, kertomuksia, 1937
- Taivalvaaran näyttelijä, roman, 1938
- Ihmiselon karvas ihanuus, nouvelles, 1939
- Korpisotaa, 1940,
- Nykyaikaa, kertomuksia, 1942
- Yhdeksän miehen saappaat, 1945
- Jutut: valikoima tuotannosta, 1946/1952
- Heta Rahko korkeassa iässä: uusia juttuja, 1947
- Jauhot: tarina pakkasen jäljiltä, 1949
- Atomintutkija, 1950
- Iisakki Vähäpuheinen: muutamia muistelmia hänen elämästään, 1953
- Kiinalaiset jutut: muistikuvia (livre de voyage), 1954
- Kolme mestarijuttua, 1955
- Puut (roman inachevé), 1955
- Valitut teokset, 1955
- Kootut teokset, 1956–1958 (10 tomes)
- Maa- ja metsäkyliltä: Iltalehden alakertasarja 1927–1928 (ed. Eino Kauppinen), 1968
- Kirveeniskuja. (ed. Veikko Huovinen), 1971
- Kootut teokset, 1976 (8 tomes)
- Kairanmaa: valitut jutut. (ed. Erno Paasilinna), 1985
- Vanha voiman mies: novelleja ja kirjoituksia. (ed. Vesa Karonen), 1995
- Kiinalaiset jutut ja Kiinan-matkan päiväkirja. (ed. Esko Viirret) 2001
- Kirjeet, 2005 (ed. Vesa Karonen, Esko Viirret)
- Ilmeitä isänmaan kasvoilla, (nouvelles, ed. Matti Salminen), Into 2013

## Prix et reconnaissance
- Pro Finlandia, 1948[6].
- Prix national de littérature

## Citation
Le cinéaste Aki Kaurismäki a émis l'opinion définitive suivante:

« S'ils ne connaissent pas Haanpää, qu'ils apprennent le finnois, qui est quand même la plus importante langue d'Europe. »

### Sources
- (fi) Matti Salminen, Pentti Haanpään tarina, Into, 2013 (ISBN 978-952-264-242-4).